# Bruce Dern
Bruce MacLeish Dern (Chicago, Illinois, 4 de junio de 1936) es un actor estadounidense. Ha sido dos veces nominado al Premio Óscar y es padre de la también actriz Laura Dern.

## Biografía

### Primeros años
Dern nació en Chicago, hijo de John Dern y Jean (MacLeish). Su abuelo paterno fue George Dern, un candidato a gobernador de Utah mientras que su tío fue el poeta Archibald MacLeish.
Sus padrinos fueron los conocidos políticos Adlai Stevenson y Eleanor Roosevelt. Dern estudió en el New Trier Township High School East, en Winnetka, Illinois.

### Carrera
Debutó a las órdenes de Elia Kazan en un papel sin acreditar en la película Wild River. Posteriormente trabajaría también con Alfred Hitchcock (Marnie) y Robert Aldrich (Hush… Hush, Sweet Charlotte), entre otros. Su primer papel destacable fue en la película de Sydney Pollack They Shoot Horses, Don't They? (1969). Después llegarían películas como The Cowboys (1972) —asesinando al personaje de John Wayne— y junto a Jack Nicholson en The King of Marvin Gardens (1972). 
Dern se ha caracterizado por interpretar personajes característicos y se ha ganado una reputación en papeles de villano o persona inestable. Uno de sus personajes más conocidos es el de Freeman Lowell, en la película de ciencia ficción Naves misteriosas (1972), pero también tiene otros papeles conocidos como el de Tom Buchanan en The Great Gatsby y el del capitán Bob Hyde en Coming Home, por el que recibió una nominación a los Óscar.
En 2013 fue galardonado con el premio al mejor actor en el Festival de Cannes por su trabajo en la road movie Nebraska de Alexander Payne. También fue nominado al Óscar 2013 como mejor actor principal por su papel en dicha película.

## Filmografía
| Año  | Película                                | Director                                    |
| ---- | --------------------------------------- | ------------------------------------------- |
| 1960 | Río salvaje                             | Elia Kazan                                  |
| 1961 | Crimebusters                            | Boris Sagal                                 |
| 1964 | Marnie, la ladrona                      | Alfred Hitchcock                            |
| 1964 | Canción de cuna para un cadáver         | Robert Aldrich                              |
| 1966 | Los ángeles del infierno                | Roger Corman                                |
| 1967 | El Oeste loco                           | William A. Graham                           |
| 1967 | La matanza del día de San Valentín      | Roger Corman                                |
| 1967 | Ataque al carro blindado                | Burt Kennedy                                |
| 1967 | Hang 'Em High                           | Ted Post                                    |
| 1967 | The Trip                                | Roger Corman                                |
| 1968 | Pasaporte a la locura                   | Richard Rush                                |
| 1968 | El más valiente entre mil               | Tom Gries                                   |
| 1969 | Número uno                              | Tom Gries                                   |
| 1969 | También un sheriff necesita ayuda       | Burt Kennedy                                |
| 1969 | La fortaleza                            | Sydney Pollack                              |
| 1969 | Danzad, danzad malditos                 | Sydney Pollack                              |
| 1970 | Rutas de violencia                      | Martin B. Cohen                             |
| 1970 | Mamá sangrienta                         | Roger Corman                                |
| 1971 | Sin mirar atrás                         | Jack Nicholson                              |
| 1972 | Naves misteriosas                       | Douglas Trumbull                            |
| 1972 | El rey de Marvin Gardens                | Bob Rafelson                                |
| 1972 | Los cowboys                             | Mark Rydell                                 |
| 1974 | El gran Gatsby                          | Jack Clayton                                |
| 1975 | Los justicieros del Oeste               | Kirk Douglas                                |
| 1976 | Family Plot                             | Alfred Hitchcock                            |
| 1977 | Domingo Negro                           | John Frankenheimer                          |
| 1978 | Coming Home                             | Hal Ashby                                   |
| 1978 | Driver: el desafío                      | Walter Hill                                 |
| 1981 | Tattoo                                  | Bob Brooks                                  |
| 1982 | Harry Tracy: El último forajido         | Harry Tracy                                 |
| 1982 | Cuando fuimos campeones                 | Jason Miller                                |
| 1987 | The Big Town                            | Ben Bolt                                    |
| 1988 | 1969                                    | Ernest Thompson                             |
| 1989 | The 'Burbs                              | Joe Dante                                   |
| 1990 | The Court-Martial of Jackie Robinson    | Larry Peerce                                |
| 1990 | Hasta la noche, mi amor                 | James Foley                                 |
| 1991 | Sentencia olvidada                      | John Erman                                  |
| 1992 | El golpe perfecto                       | Michael Ritchie                             |
| 1993 | It’s Nothing Personal                   | Bradford May                                |
| 1994 | Dead Man’s Revenge                      | Alan J. Levi                                |
| 1994 | Amelia Earhart: The Final Flight        | Yves Simoneau                               |
| 1995 | Wild Bill                               | Walter Hill                                 |
| 1996 | Down Periscope                          | David S. Ward                               |
| 1996 | Last Man Standing                       | Walter Hill                                 |
| 1997 | Big Guns Talk: The Story of the Western | Len Morris                                  |
| 1998 | El coleccionista de muñecas             | Howard McCain                               |
| 1998 | Pequeños guerreros                      | Joe Dante                                   |
| 1999 | Golpe a traición                        | Matthew Modine                              |
| 1999 | La guarida                              | Jan de Bont                                 |
| 1999 | Premoniciones                           | David S. Cass Sr.                           |
| 2000 | Todos los caballos bellos               | Billy Bob Thornton                          |
| 2001 | Última sospecha                         | Daniel Sackheim                             |
| 2003 | Anónimos                                | Larry Charles                               |
| 2003 | Monster                                 | Patty Jenkins                               |
| 2005 | Doble atraco                            | Ari Ryan                                    |
| 2005 | En el valle                             | David Jacobson                              |
| 2007 | The Cake Eaters                         | Mary Stuart Masterson                       |
| 2008 | Ciénaga diabólica                       | David Winning                               |
| 2008 | The Golden Boys                         | Daniel Adams                                |
| 2009 | American Cowslip                        | Mark David                                  |
| 2009 | The Hole 3D                             | Joe Dante                                   |
| 2009 | The Lightkeepers                        | Daniel Adams                                |
| 2010 | Trim                                    | Ryan Bottiglieri                            |
| 2011 | Choose                                  | Marcus Graves                               |
| 2011 | La colina de las amapolas               | Gorō Miyazaki (voz en la versión en inglés) |
| 2011 | Inside Out                              | Artie Mandelberg                            |
| 2011 | Twixt                                   | Francis Ford Coppola                        |
| 2012 | Django Unchained                        | Quentin Tarantino                           |
| 2012 | Hitting the Cycle                       | Darin Anthony y J. Richey Nash              |
| 2013 | Coffin Baby                             | Dean Jones                                  |
| 2013 | Northern Borders                        | Jay Craven                                  |
| 2013 | Fighting for Freedom                    | Farhad Mann                                 |
| 2013 | Nebraska                                | Alexander Payne                             |
| 2014 | Cut Bank                                | Matt Shakman                                |
| 2015 | The Hateful Eight                       | Quentin Tarantino                           |
| 2017 | Hickok                                  | Timothy Woodward Jr.                        |
| 2017 | Nosotros en la noche                    | Ritesh Batra                                |
| 2017 | Class Rank                              | Eric Stoltz                                 |
| 2017 | The Lears                               | Carl Bessai                                 |
| 2017 | American Violence                       | Timothy Woodward Jr.                        |
| 2017 | Chappaquiddick                          | John Curran                                 |
| 2017 | V-Force: New Dawn of V.I.C.T.O.R.Y.     | Frank E. Johnson                            |
| 2018 | Nostalgia                               | Mark Pellington                             |
| 2018 | Lez Bomb                                | Jenna Laurenzo                              |
| 2018 | White Boy Rick                          | Yann Demange                                |
| 2018 | Warning Shot                            | Dustin Fairbanks                            |
| 2018 | Freaks                                  | Zach Lipovsky y Adam Stein                  |
| 2018 | American Dresser                        | Carmine Cangialosi                          |
| 2019 | The Mustang                             | Laure de Clermont-Tonnerre.                 |
| 2019 | Once Upon a Time in Hollywood           | Quentin Tarantino                           |
| 2019 | The Peanut Butter Falcon                | Tyler Nilson y Michael Schwartz             |
| 2019 | Remember me                             | Martín Rosete                               |
| 2019 | The Artist's Wife                       | Tom Dolby                                   |
| 2019 | Nation's Fire                           | Thomas J. Churchill                         |
| 2019 | Swing Low                               | Teddy Grennan                               |
| 2019 | Badland                                 | Justin Lee                                  |
| 2019 | Inherit the Viper                       | Anthony Jerjen                              |
| 2020 | Emperor                                 | Mark Amin                                   |
| 2020 | Death in Texas                          | Scott Windhauser                            |
| 2021 | Last Call                               | Paolo Pilladi                               |
| 2021 | Overrun                                 | Josh Tessier                                |
| 2021 | The Gateway                             | Michele Civetta                             |
| 2021 | Hands That Bind                         | Kyle Armstrong                              |
| 2021 | Christmas vs. the Walters               | Peter A. D'Amato                            |
| 2021 | Last Shoot Out                          | Michael Feifer                              |
| 2022 | Hellblazers                             | Justin Lee                                  |
| 2022 | The Hater                               | Joey Ally                                   |
| 2022 | Mid-Century                             | Sonja O'Hara                                |
| 2022 | The Most Dangerous Game                 | Justin Lee                                  |
| 2023 | Venganza en las Vegas                   | Tony Schiena                                |
| 2023 | Accidental Texan                        | Mark Lambert Bristol                        |
| 2023 | Hunting Games                           | Justin Lee                                  |
| 2023 | Buck Alamo                              | Benjamin Epstein                            |
| 2023 | Papás a la antigua                      | Bill Burr                                   |

## Premios y nominaciones
Premios Óscar
| Año  | Categoría              | Película    | Resultado |
| ---- | ---------------------- | ----------- | --------- |
| 1979 | Mejor actor de reparto | Coming Home | Nominado  |
| 2014 | Mejor actor            | Nebraska    | Nominado  |

Premios Globo de Oro
| Año  | Categoría              | Película         | Resultado |
| ---- | ---------------------- | ---------------- | --------- |
| 1974 | Mejor actor de reparto | The Great Gatsby | Nominado  |
| 1978 | Mejor actor de reparto | Coming Home      | Nominado  |
| 2013 | Mejor actor - Drama    | Nebraska         | Nominado  |

Premios BAFTA
| Año  | Categoría   | Película | Resultado |
| ---- | ----------- | -------- | --------- |
| 2013 | Mejor actor | Nebraska | Nominado  |

Premios del Sindicato de Actores
| Año  | Categoría     | Película                      | Resultado |
| ---- | ------------- | ----------------------------- | --------- |
| 2013 | Mejor actor   | Nebraska                      | Nominado  |
| 2019 | Mejor reparto | Once Upon a Time in Hollywood | Nominado  |

Premios Emmy
| Año  | Categoría                              | Película | Resultado |
| ---- | -------------------------------------- | -------- | --------- |
| 2011 | Mejor actor invitado - Serie dramática | Big Love | Nominado  |

Premios Razzie
| Año  | Categoría  | Película | Resultado |
| ---- | ---------- | -------- | --------- |
| 1981 | Peor actor | Tattoo   | Nominado  |

Festival de Cannes
| Año  | Categoría   | Película | Resultado |
| ---- | ----------- | -------- | --------- |
| 2013 | Mejor actor | Nebraska | Ganador   |

Festival Internacional de Cine de Berlín
| Año  | Categoría                                        | Película                 | Resultado |
| ---- | ------------------------------------------------ | ------------------------ | --------- |
| 1983 | Oso de Plata a la mejor interpretación masculina | That Championship Season | Ganador   |